# Beta Corvi
Beta Corvi (β Corvi, β Crv), è la seconda stella più luminosa della costellazione del Corvo; è conosciuta anche con il nome tradizionale di Kraz. Dista all'incirca 140 anni luce dal sistema solare, la sua magnitudine apparente è +2,65 circa, anche se la stella è una variabile con una leggera variazione in luminosità tra le 2,60 e 2,66 magnitudini.
Si tratta di una gigante gialla di 3,3 masse solari 170 volte più luminosa del Sole e con un raggio 16 volte superiore; con un'età stimata in meno di 300 milioni di anni si è avviata nell'ultima tappa della sua esistenza, che terminerà come nana bianca.